# Кривохижа, Юрий Иванович
Юрий Иванович Кривохижа (род. 30 мая 1968, Минск) — советский и белорусский хоккеист, защитник. Тренер.

## Биография
Воспитанник «Динамо» Минск, первый тренер Александр Иванович Решетняк. В сезоне 1985/86 дебютировал за «Динамо» в первой лиге. В 1988 году вышел с клубом в высшую лигу, где провёл три сезона. Свои отказы перейти в 1986 году в ЦСКА и в 1989 в московское «Динамо» считает грубейшими ошибками в жизни. В 1988 году был задрафтован клубом НХЛ «Монреаль Канадиенс», но узнал об этом только в 1991-м, когда за ним приехал ассистент генерального менеджера клуба. Чтобы уехать в Северную Америку, написал заявление с просьбой освободить из «Динамо» в связи с окончанием карьеры. Играл за клубы низших лиг, в IHL за четыре сезона провёл 297 игр, забросил 47 шайб, набрал более 150 очков.
Сезон 1998/99 отыграл в РХЛ за «Северсталь» Череповец. Затем выступал за «Арканзас Риверблейдз», «Эйр Скоттиш Иглз», «Блэк Уингз Линц», «Анкоридж Эйсез», «Виммербю».
Участник чемпионата Европы среди юниорских команд 1986. Серебряный призёр домашнего чемпионата мира среди молодёжных команд 1988.
Стал первым белорусом, игравшим в сборной СССР. Участник чемпионатов мира 1999 и 2000 в составе сборной Белоруссии.
С конца 2000-х — детский тренер в командах Питтсбурга, основал хоккейную академию International Elite Hockey Academy. Скаут в команде NAHL «Джонстаун Томахокс».